# Aristeas de Proconeso
Aristeas de Proconeso, poeta grego (680 a.C. - 540 a.C.)

## Biografia
Segundo a obra Suda, Aristeas foi o autor de "Arimaspea", em 3 livros, que narravam uma viagem entre os Issedos (povo da Cítia) e também:
- as histórias contadas pelos Isssedos sobre seus vizinhos, os Arismaspos de um só olho;
- as histórias contadas pelos Arismaspos sobre seus vizinhos, os Grifos, guardiões de ouro;
- as histórias contadas pelos Grifos acerca de seus vizinhos, os Hiperbóreos.

A viagem teria durado 6 anos, durante os quais Aristeas foi tido como morto pelo povo de Proconeso (de onde ele sumiu sem deixar rastros). Heródoto conta que, ao cabo dos 6 anos, ele retornou a Proconeso, porém desapareceu, outra vez, pouco tempo depois de haver regressado.